# Montenero Sabino
Montenero Sabino è un comune italiano di 260 abitanti della provincia di Rieti nel Lazio.

## Geografia fisica

### Territorio
Montenero Sabino sorge nell'alta valle del torrente Canera, uno dei varchi naturali tra la Piana di Rieti e la valle del Tevere, percorsa dalla Via Tancia. Il paese è adagiato su un costone dei monti Sabini, al margine orientale della valle, a 450 metri di altezza sul livello del mare.

### Clima
Si riscontra un clima caldo e temperato. La temperatura media invernale si aggira intorno agli 8 gradi, mentre quella estiva intorno ai 25 gradi.

## Origini del nome
Il toponimo di Montenero deriva dal latino "Monte Nirium" citato in un atto del registro farfense dell'anno 1023, o da "Mons Nigrus" citato in altri atti del 1030 e 1038.
Sembra che il nome latino abbia avuto origine in parte dai boschi folti e oscuri che circondano il paese, ma ancora di più dall'abbondante presenza di pietra focaia di colore nero nelle montagne circostanti. Il poeta casperiano Orazio Massari, nella sua Sabiniade, scrive infatti che «Pagus erit montis qui niger nomen habebit Conspicuis saxis elecitur unde favilla».

## Storia
Sembra che il territorio di Montenero fosse abitato già in epoca romana: si tramanda che questo primo insediamento fosse collocato al confine con Mompeo, nella zona che ancora oggi porta il nome di "pago".
Il centro abitato attualmente visibile, invece, ebbe origine nel medioevo, con il fenomeno dell'incastellamento. La prima menzione del toponimo Montenero risale all'anno 1023, mentre la prima prova dell'esistenza di un castello cinto da mura a Montenero risale al 1085. Successivamente, nel corso del basso medioevo, la cinta muraria fu ampliata e il castello venne ingrandito, dotandolo di bastioni a merlatura guelfa.
Il castello di Montenero appartenne prima alla famiglia Lavi e poi agli Orsini, che nel 1503 salvarono il paese dalla distruzione intercedendo presso papa Alessandro VI (che aveva ordinato la distruzione di tutte le rocche distanti meno di 40 miglia da Roma). In seguito il castello passò a Lotario Conti duca di Poli, a Muzio Mareri, dal 1619 ai Savelli, di nuovo agli Orsini, e ai duchi Mattei di Paganica. Infine, con breve di Clemente X del 1671, Montenero fu eretto a ducato e nel 1755, su autorizzazione del pontefice, castello e titolo nobiliare furono venduti ai marchesi Vincentini di Rieti.

### Simboli
Lo stemma e il gonfalone sono stati concessi con DPR n. 2006 del 30 giugno 1976.
La prima partizione riprende l'emblema degli Orsini, conti di Anguillara; nella seconda il castello rappresenta la piccola comunità dei Monti Sabini alludendo alla fortezza locale, a sua volta simbolo del capoluogo, che controllava questa parte della Valle del Canera.
Il gonfalone è un drappo partito di bianco e di rosso.

## Monumenti e luoghi d'interesse

Il castello di Montenero in una fotografia del 1932

Il centro storico del paese si sviluppa su un declivio, sulla cui sommità si trova il castello che è il suo punto più alto.
Castello di Montenero
Situato come di consueto nella parte più alta del paese, il “Castrum Montis Nigri” esisteva già nel lontano 1023, come dimostrano i documenti conservati nella grande Abbazia di Farfa, ma si narra che fosse stato costruito addirittura prima dell’800, e che Carlo Magno in persona fosse passato di qui. La funzione del castello fu certamente quella di sorvegliare le lussureggianti valli ai suoi piedi, trovandosi Montenero in cima ad un costone di roccia, ma anche le cave di pietra focaia che per secoli fecero la fortuna di questo luogo.  Diverse famiglie si avvicendarono nel possesso del castello di Montenero: i Lavi, gli Orsini, i Mattei, fino ai marchesi Vincentini di Rieti. Oggi, però, è conosciuto come Castello Orsini, dal nome della famiglia a cui appartenne nel Quattrocento.  Mentre il nucleo originario dell’edificio risale al Medioevo, il castello fu successivamente ampliato e trasformato in Palazzo Baronale. La sua caratteristica più spettacolare è rappresentata dai bei torrioni merlati ai lati del portone di ingresso, a cui si giunge attraverso due scalinate in pietra.  Recentemente restaurato e consolidato, si presenta in buono stato, compatto e straordinariamente maestoso, a dominio di un panorama capace davvero di togliere il fiato. Dai camminamenti in cima alle torri, infatti, si ammira in basso la struttura dell’intero paese, longilineo e particolarissimo, così come le antiche mura e tutta la bellezza dell’incontaminato territorio circostante.
Chiesa di San Cataldo
L'«interessante» chiesa parrocchiale del paese è dedicata a San Cataldo vescovo di Taranto. Fu quasi completamente ricostruita nel 1735 e riconsacrata dal vescovo Eustachio Entreri. Sul pavimento ci sono alcune iscrizioni, una delle quali ricorda un membro della famiglia Lavi.

## Manifestazioni
Nel mese di Luglio è giunta alla ventiduesima edizione la Sagra dei Maccheroni a Fezze, una pasta lavorata a mano tipica della zona sabina.
Nel mese di Agosto si festeggia il patrono San Cataldo Vescovo, con una settimana ricca di eventi culturali e tradizionali del paese.
Da ricordare anche l'evento musicale sul cantautorato "Chitarre e Cantine" giunto alla quarta edizione, che negli anni ha visto prendere parte artisti del calibro di Francesco Tricarico, Michele Zarrillo, Pier Davide Carone, e molti altri.

## Economia
L'economia è prevalentemente agricola e la coltura più diffusa è quella dell'olivo; il comune rientra nell'area di produzione dell'olio della Sabina DOP.
Le montagne circostanti a Montenero sono formate in prevalenza da pietra focaia, della quale nel territorio comunale sono presenti vere e proprie cave. L'estrazione e il commercio della pietra focaia, da usare in fucili e accendini, costituì in passato una lucrosa industria per gli abitanti del paese.

## Società

### Evoluzione demografica
Abitanti censiti

### Etnie e minoranze straniere
Secondo i dati ISTAT al 31 dicembre 2013 la popolazione straniera residente era di 19 persone. Le nazionalità rappresentate erano:
- Romania: 15
- Filippine: 2
- Eritrea: 1
- Venezuela: 1

## Cultura

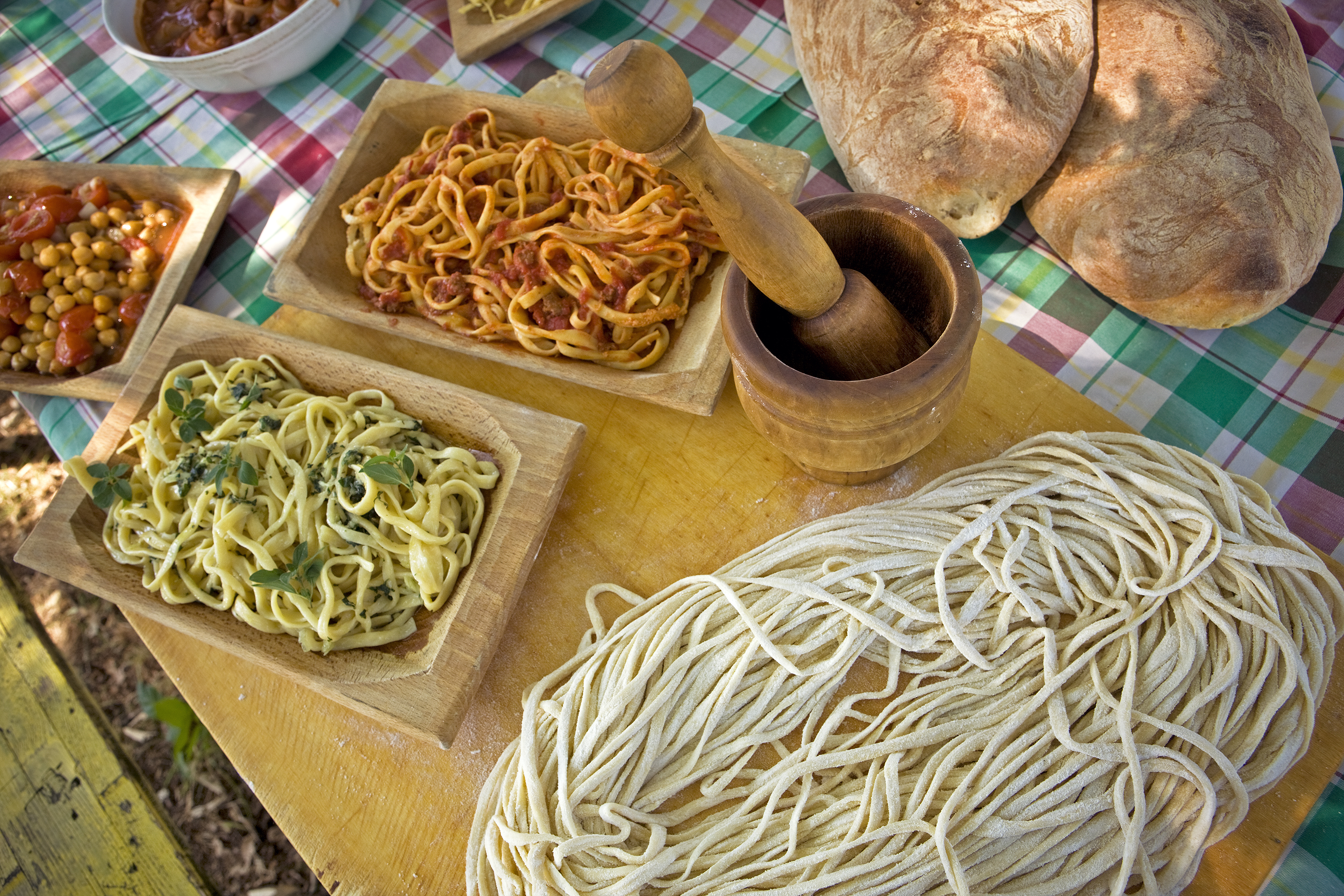
Maccheroni a Fezze

### Cucina
- Piatto Tipico: Maccheroni a Fezze
- Dolce Tipico: Ciambella all'anice

## Infrastrutture e trasporti

### Strade
Montenero sorge lungo la SP 46b, una breve diramazione della strada provinciale n. 46 Tancia, la quale collega il comune da un lato al capoluogo Rieti e dall'altro a Poggio Mirteto. Altre strade minori lo collegano al vicino comune di Casaprota e alla Strada statale 4 Via Salaria (bivio nei pressi di Ornaro); quest'ultima rappresenta il principale collegamento con Roma.

## Amministrazione
Nel 1923 passa dalla provincia di Perugia in Umbria, alla provincia di Roma nel Lazio. Successivamente nel 1927, a seguito del riordino delle Circoscrizioni Provinciali voluto dal governo fascista, con il Regio Decreto n° 1 del 2 gennaio 1927 viene istituita la provincia di Rieti, nella quale è compreso Montenero Sabino.
| Periodo | Periodo   | Primo Cittadino    | Partito                          | Carica  | Note                        |
| ------- | --------- | ------------------ | -------------------------------- | ------- | --------------------------- |
| 1995    | 1999      | Massimo Signoretti | lista civica                     | Sindaco |                             |
| 1999    | 2001      | Cataldo Potenzi    | lista civica                     | Sindaco | Dimesso                     |
| 2002    | 2007      | Massimo Signoretti | lista civica                     | Sindaco |                             |
| 2007    | 2012      | Ugo Mancini        | lista civica                     | Sindaco |                             |
| 2012    | 2017      | Ugo Mancini        | lista civica Uniti per Montenero | Sindaco |                             |
| 2017    | 2020      | Ivano De Angelis   | lista civica Ripartiamo da Qui   | Sindaco | Deceduto durante il mandato |
| 2020    | in carica | Lavinia De Cola    | lista civica Vivere Montenero    | Sindaco |                             |

### Altre informazioni amministrative
- Fa parte della Comunità montana Montepiano Reatino.